# 藝能動音
藝能動音（Music Impact Entertainment Ltd.）是一家唱片公司，先在香港於1993年藝能機構與寶麗金合作的寶藝星唱片結業後成立，後來在台灣、新加坡及馬來西亞設立分公司。直到1996年被BMG收購，2000年結業，部份歌手轉到BMG唱片繼續發行。
藝能動音及其前身寶藝星唱片的大部份歌曲版權已於2012年起改由太陽娛樂文化所擁有。而藝能動音台灣、新加坡及馬來西亞分公司大部份歌曲版權已於2005年由索尼音樂娛樂之台灣、新加坡及馬來西亞分公司所擁有。

## 跟寶藝星唱片的連繫
藝能動音發行的唱片的專輯編號大部份繼承自原寶藝星唱片的編號系統，只有開首之兩個英文字母由「IP」轉為「MI」，歌曲版權跟早期寶藝星唱片一樣均由藝能機構（英語：In-Co Music Publishing Ltd.）所擁有，而母公司BMG唱片至後來的索尼音樂娛樂 (香港)均沒有大部份相關歌曲的製作版權，跟環球唱片並沒有早期寶藝星唱片歌曲製作版權一樣。

## 歌手列表（1993－1998）

### 男
- 劉德華（1995年－1999年） 新樂製作為經理人公司，1999年轉到BMG唱片
- 莫少聰（1993年－1995年） 國語合約屬於金點唱片，1995年退出歌壇
- 古巨基（1994年－1998年） 從首張唱片開始，至1998年轉到千禧年代，2003年轉到金牌娛樂，2009年轉到英皇娱乐
- 鍾漢良（1995年－1999年）愛與誠創意製作為經理人公司，1999年合約期滿，2000年轉到滾石唱片，2005年自設花花草草音樂工作室
- 梁朝偉（1993年－1997年） 國語合約屬於金點唱片，1998年合約期滿，2000年轉到環球唱片
- 李克勤（1996年－1998年） 1998年合約期滿，1999年轉到環球唱片，2016年轉到英皇娛樂
- 陳山聰（1994年－1996年） 新樂製作為經理人公司，1996年解約
- 阮兆祥（1994年－1995年） 1995年轉到力圖唱片
- 何家勁（1994年－1996年） 1996年解約
- 孫楠（1993年－1998年） 1998年轉到BMG唱片
- 李傑聖（1996年－1997年） 1997年解約
- 游鴻明（1997年－1998年） 上越百靈製作，1998年合約期滿，1999年轉到大宇國際唱片
- 黃名偉（1996年－1998年） 上越百靈製作，1998年合約期滿

### 女
- 黎姿（1994年－1997年） 1997年解約
- 謝津（1994年－1996年） 新樂製作為經理人公司，1996年解約
- 邱綺玲（1994年－1996年） 1996年解約
- 伍婉琛（1995年－1996年）新樂製作為經理人公司，1996年退出歌壇
- 梅小惠（1994年－1995年）1995年解約
- 李麗珍（1995年） 國語合約屬於飛碟唱片，1995年退出歌壇
- 鄒靜（1995年－？）
- 車婉婉（1996年－1998年） 1998年解約，1999年轉到環球唱片
- 梅艷芳（1997年－1999年） 國語唱片合約，1999年轉由博德曼音樂
- 裘海正（1996年－1999年） 1999年退出歌壇
- 蔡幸娟（1996年－1997年）后轉到華博唱片
- 陳秀雯（1997年－2000年）新樂製作為經理人公司，2002年轉到環星唱片
- 陳美鳳（1997年－1998年）上越百靈製作，1998年轉往環球唱片
- 王珍妮（1997年－1998年）上越百靈製作，1998年退出歌壇

### 組合
- 夏日風采（1994年－1997年）1998年解約
- GIRLFRIENDS（1994年－1996年）1997年解約